# Mixtoconidium
Mixtoconidium is een geslacht van schimmels in de familie Lecanographaceae. De typesoort is Mixtoconidium canariense.

## Soorten
Volgens Index Fungorum bevat het geslacht drie soorten (peildatum april 2022):
| Soortnaam                | Auteur(s)                        | Publicatiejaar |
| ------------------------ | -------------------------------- | -------------- |
| Mixtoconidium canariense | Etayo                            | 1995           |
| Mixtoconidium insidens   | (Vouaux) Etayo & van den Boom    | 2017           |
| Mixtoconidium nashii     | (Hafellner) Etayo & van den Boom | 2017           |